# Manacus aurantiacus
Manacus aurantiacus là một loài chim trong họ Pipridae.